# Kiko Rivera
Francisco José Rivera Pantoja (Sevilla, 9 de febrero de 1984), conocido como Kiko Rivera y como Paquirrín, es un cantante, DJ y personaje mediático español. En un principio debió su fama a ser hijo de la famosa tonadillera Isabel Pantoja y del torero Francisco Rivera, Paquirri (de quien heredó el diminutivo Paquirrín), y gracias a ello con el paso del tiempo se convirtió en un personaje conocido por sus propias apariciones en la prensa rosa y programas de televisión. Actualmente es cantante y pinchadiscos, habiendo lanzado al mercado varios éxitos musicales.

## Biografía
Fue el único hijo de la pareja compuesta por el torero Francisco Rivera alias Paquirri y la actriz y tonadillera Isabel Pantoja, quienes se casaron en 1983. Francisco Rivera tenía dos hijos de su anterior matrimonio con Carmen Ordóñez: los a posteriori toreros Francisco y Cayetano Rivera Ordóñez.
El 26 de septiembre de 1984, y cuando Kiko contaba solo 7 meses de edad, Paquirri falleció durante el traslado desde la plaza de toros de Pozoblanco (Córdoba), donde había recibido una cornada mortal por parte del toro Avispado durante una corrida. Este hecho marcaría para siempre la imagen de Kiko Rivera, conocido desde niño por Paquirrín. Su imagen y la de su madre pasarían a ser portada de las revistas del corazón del país (antes de cumplir un año fue portada de la revista ¡Hola!) sobre todo a raíz de la aparición del pequeño en el escenario en uno de los conciertos de Isabel Pantoja cantando unas estrofas junto a su madre. Este tipo de situaciones llevaron posteriormente a la cantante a denunciar públicamente el acoso mediático al que fue sometido desde niño.
Su afición al fútbol le llevó a realizar una prueba para intentar acceder a las secciones inferiores del Real Madrid, ayudado por la amistad con su familia de Ramón Calderón, pero no consiguió su incorporación.

### Devaneos con la prensa
A pesar de haber concedido pocas entrevistas a lo largo de su vida, fue objeto de un seguimiento constante por parte de la prensa rosa durante toda su juventud. Acusado de «mal estudiante», «juerguista» y «mujeriego»,  trabajó un tiempo en una asesoría, pero decidió ganarse la vida como relaciones públicas y publicista. Además, aprovechó su fama para ser la imagen de una marca de sofás y hacer un anuncio de muebles para televisión.
Sus relaciones sentimentales también fueron objeto de un constante seguimiento por parte de la prensa del corazón: se le relacionó con Yola Berrocal y Nuria Bermúdez, a las que siguieron una larga lista de mujeres.

### Salto a la fama
Ya en septiembre de 2007 fue el personaje elegido para el primer episodio del programa Muchachada Nui en Televisión Española, donde Joaquín Reyes realizó una parodia del personaje viajando a África a buscar su identidad.
La definitiva eclosión mediática de Kiko Rivera se produjo cuando el programa Sé lo que hicisteis... de La Sexta lo contrató en mayo de 2009 para una sección temporal titulada Desmontando a Paquirrín. Para este especial, la cadena también tenía como candidatos a Belén Esteban, Mercedes Milá y Borja Thyssen. En Desmontando a Paquirrín los humoristas y presentadores Ángel Martín y Dani Mateo le acompañaron durante casi dos meses en una sección que consistía en situaciones cotidianas y en su entorno cercano, con el pretexto de ayudarle a preparar un monólogo para descubrir su verdadera vocación. El monólogo de Paquirrín fue emitido por La Sexta los días 12 y 19 de julio, y significó uno de los mayores éxitos de la cadena, al conseguir el día de su estreno un 9,6 % de cuota media, siendo el segundo mejor estreno del canal privado hasta esa fecha. El segundo especial superó la cifra y obtuvo un 10,2 % de cuota de pantalla, con 1.421.000 telespectadores.
A raíz del éxito de Desmontando a Paquirrín sus apariciones en televisión como colaborador fueron constantes: en diciembre fue uno de los protagonistas del programa de cámara oculta ¡Qué más quisiera yo!, también en La Sexta. Sus siguientes trabajos fueron ya para Antena 3 Televisión. Apareció en Espejo público, donde habló de los siguientes espacios que protagonizaría en la cadena: Lo que deberías saber de mí y Pánico en el plató.

### Fenómeno mediático
Tras el éxito de su aparición en La Sexta, la imagen de Kiko Rivera adquirió gran relevancia y comenzó a ser asiduo en páginas de la prensa convencional, tras haber buscado «un cambio de imagen», llegando a ser considerado por la prensa un fenómeno mediático. Tanto fue así, que durante el mes de julio de 2009, la palabra «paquirrín» multiplicó por 10 las búsquedas que había obtenido en el popular buscador Google en marzo del mismo año. Según el mismo buscador, en enero de 2010, su nombre aparecía en aproximadamente 94.700 páginas de Internet.
El fenómeno Paquirrín ha sido cuestionado en algunos medios, e incluso peyorativamente catalogado como histórico por críticos televisivos como José Javier Esparza, que alega que se trata de un éxito «nunca visto hasta hoy, o al menos no de manera tan patente: un programa construido deliberadamente sobre el vacío». En enero de 2010, el diario 20 minutos, el periódico más leído en España en 2008, lo incluyó en su lista de "Los 20 protagonistas del 'cuore' 2009", como uno de los 20 hombres que acapararon durante los últimos doce meses más titulares en la prensa rosa.
Su singularidad ha servido para apodar a otros personajes populares que guardaban cierta similitud física con él: en enero de 2010, la prensa chilena se hizo eco de que el futbolista Humberto Suazo, fichado por el Real Zaragoza, había sido apodado Paquirrín por la hinchada local, en alusión a su presunto sobrepeso. El internacional español Santiago Cazorla, del Málaga C.F., arrastraba también el mismo apodo desde hacía varios años.
En abril de 2019 se incorpora como pinchadiscos a “Loca Latino“, uno de los canales en línea de Loca FM.

### Ictus
Durante la madrugada del 21 de octubre del 2022, Kiko Rivera sufrió un ictus y fue ingresado en el Hospital Virgen del Rocío, dejándole con secuelas temporales como parálisis parcial de la cara y problemas de movilidad. Un mes después, en noviembre de 2022, volvió a aparecer públicamente muy recuperado del ictus.

## Filmografía

### Cine
| Año  | Película                                 | Director        |
| ---- | ---------------------------------------- | --------------- |
| 2011 | Torrente 4: Lethal Crisis (Crisis letal) | Santiago Segura |

### Programas

#### Como colaborador
| Año         | Programa                        | Cadena    |
| ----------- | ------------------------------- | --------- |
| 2009        | Sé lo que hicisteis...          | laSexta   |
| 2010        | La jaula                        | Antena 3  |
| 2011        | Tú sí que vales                 | Telecinco |
| 2011 - 2012 | Campanadas de fin de año        | Telecinco |
| 2019        | Supervivientes: Debate          | Telecinco |
| 2019        | Supervivientes: Tierra de Nadie | Telecinco |

#### Como invitado
| Año                    | Programa                             | Cadena           |
| ---------------------- | ------------------------------------ | ---------------- |
| 2010                   | Espejo público                       | Antena 3         |
| 2010                   | Pánico en el plató                   | Antena 3         |
| 2010                   | Lo que deberías saber de mí          | Antena 3         |
| 2011                   | Salvados                             | laSexta          |
| 2011, 2013, 2016, 2017 | El hormiguero                        | Cuatro, Antena 3 |
| 2011                   | El gran debate                       | Telecinco        |
| 2012 - 2016            | Qué tiempo tan feliz                 | Telecinco        |
| 2012 - presente        | Deluxe                               | Telecinco        |
| 2013                   | Luar                                 | TVG              |
| 2013                   | Abre los ojos y mira                 | Telecinco        |
| 2014                   | Hay una cosa que te quiero decir     | Telecinco        |
| 2014                   | Hable con ellas                      | Telecinco        |
| 2017                   | Tu cara me suena                     | Antena 3         |
| 2017                   | Dani&Flo                             | Cuatro           |
| 2017                   | Gran Hermano Revolution              | Telecinco        |
| 2018 - 2020            | Viva la vida                         | Telecinco        |
| 2019                   | Ven a cenar conmigo: Gourmet edition | Cuatro           |
| 2019                   | Bake Off España                      | Cuatro           |
| 2020                   | Mi casa es la tuya                   | Telecinco        |
| 2020                   | Cantora: La herencia envenenada      | Telecinco        |
| 2021                   | Planeta Calleja                      | Telecinco        |
| 2022                   | Especial: ¡Feliz 2022!               | TVE              |

### Concursos
| Año  | Programa                             | Cadena      | Resultado     |
| ---- | ------------------------------------ | ----------- | ------------- |
| 2011 | Supervivientes 2011                  | Telecinco   | Abandono      |
| 2015 | Gran Hermano VIP 3                   | Telecinco   | Abandono      |
| 2018 | Ven a cenar conmigo: Gourmet edition | Cuatro      | Concursante   |
| 2019 | Gran Hermano Dúo                     | Telecinco   | 2.º finalista |
| 2022 | Disaster Chefs                       | Ibai Llanos | Finalista     |

## Sencillos
- Quítate el top (2011)
- Victory con David Tavare -Eurocopa- (2012)
- Así soy yo (2013)
- Chica loca con Dr. Bellido (2013)
- Cuento de hadas (2014)
- 500 millas (2014)
- Dale con Dasoul  (2015)
- Sangre caliente (2016)
- Mentirosa (2018)
- Déjalo ya (2019)
- Tuboescape ft. Henry Méndez & El Nachy (Remix) (2020)
- Te extraño con Juan Magan y Nyno Vargas (2021)
- Te necesito (2021)
- Tu y yo (2022)
- Por un besito (2022)
- Vudu (2022)
- El mambo (2023)